# Ludwig Gattermann (Fußballspieler)
Ludwig Gattermann (Lebensdaten unbekannt) war ein deutscher Fußballspieler.

## Karriere
Gattermann gehörte dem FSV Frankfurt als Stürmer an, für den er zunächst von 1920 bis 1923 in den vom Süddeutschen Fußball-Verband durchgeführten Meisterschaften in der Kreisliga Nordmain, danach bis 1926 in der Bezirksliga Main Punktspiele bestritt.
Während seiner Vereinszugehörigkeit gewann er einmal die Kreismeisterschaft und dreimal die Bezirksmeisterschaft, deren Erfolge jeweils zur Teilnahme an den Endrunden um die Süddeutsche Meisterschaft berechtigten. Schloss seine Mannschaft diese 1923 zunächst als Letztplatzierter von fünf teilnehmenden Mannschaften und im Jahr darauf als Fünftplatzierter von sechs teilnehmenden Mannschaften ab, so folgte bei den beiden darauffolgenden Teilnahmen jeweils der dritte Platz, mit der die Mannschaft jeweils in der Endrunde um Deutsche Meisterschaft vertreten war. Doch nur bei der ersten Teilnahme, 1924/25, kam er in allen vier Spielen, von denen drei erst in der Verlängerung entschieden wurden, zum Einsatz. Den im Achtel- und Viertelfinale erfolgreich gestalteten Begegnungen – er erzielte am 3. Mai 1925 beim 2:1-Sieg n. V. über den Hamburger SV den Siegtreffer in der 110. Minute – folgte die am 24. Mai 1925 in Fürth ausgetragene gegen Hertha BSC, in der Robert Pache der Siegtreffer zum 1:0 in der 102. Minute gelang. In dem am 7. Juni 1925 im Frankfurter Waldstadion gegen den 1. FC Nürnberg ausgetragenen Finale wurde dieses durch den in der 108. Minute durch Ludwig Wieder erzielten Siegtreffer zugunsten des „Clubs“ entschieden. Seine letzten beiden Endrundenspiele bestritt er mit dem Achtel- und Viertelfinale beim 2:1-Sieg über den BV Altenessen 06 am 16. Mai 1926 in Frankfurt, bei dem ihm der Führungstreffer zum 1:0 in der elften Minute gelang, und bei der 2:8-Niederlage gegen Hertha BSC vierzehn Tage später in Nürnberg.

## Erfolge
- Zweiter der Deutschen Meisterschaft 1925
- Bezirksmeister Main 1924, 1925, 1926
- Kreismeister Nordmain 1923